# Мігаломорфні

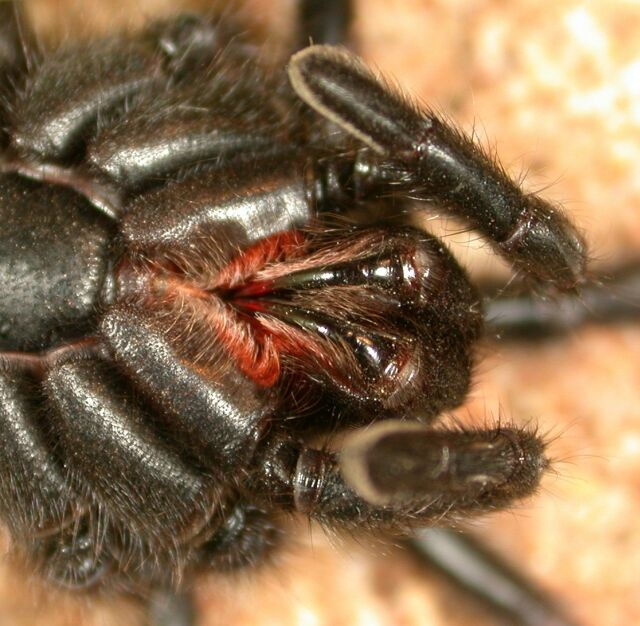
Ротовий апарат Aname atra (Nemesiidae). Когтевідні членики хелицер звернені вниз

Мігаломорфні — інфраряд павуків (Araneae). Від аранеоморфних павуків мігаломорфні відрізняються ортогнатною будовою хеліцер: когтевидні членики орієнтовані паралельно один до одного і при складанні підгинаються під базальний членик. Як правило, мігаломорфні більші за аранеоморфних, що пов'язують саме з різницею в будові хеліцер. Описано близько 2650 сучасних видів. Найвідоміші представники належать до родини павуків-птахоїдів (Theraphosidae), що являють інтерес як екзотичні домашні тварини.

## Перелік родин
Нині виділяють 15 родин Mygalomorphae:
- Atypidae Thorell, 1870 — 43 види, 3 роди;
- Antrodiaetidae Gertsch, 1940 — 32 види, 2 роди;
- Mecicobothriidae Holmberg, 1882 — 9 видів, 4 роди;
- Hexathelidae Simon, 1892 — 86 видів, 11 родів;
- Dipluridae Simon, 1889 — 178 видів, 25 родів;
- Cyrtaucheniidae Simon, 1889 — 134 види, 18 родів;
- Ctenizidae Thorell, 1887 — 123 види, 9 родів;
- Idiopidae Simon, 1889 — 303 види, 22 роди;
- Actinopodidae Simon, 1892 — 41 вид, 3 роди;
- Migidae Simon, 1889 — 91 вид, 10 родів;
- Nemesiidae Simon, 1889 — 350 видів, 42 роди;
- Microstigmatidae Roewer, 1942 — 15 видів, 7 родів;
- Barychelidae Simon, 1889 — 303 види, 44 роди;
- Theraphosidae Thorell, 1869 — справжні павуки-птахоїди, 935 видів, 117 родів;
- Paratropididae Simon, 1889 — 8 видів, 4 роди.